# Manuel et Victor Santiago
Pour les articles homonymes, voir Headhunter et Santiago (homonymie).
Palmarès
CMLL World Tag Team Championship (1 fois) 
FMW Brass Knuckles Tag Team Championship
FMW World Street Fight 6-Man Tag Team Championship avec Super Leather (1) et Hisakatsu Oya (1)
IWA World Tag Team Championship (IWA Japan version) (2 fois)
 W*ING World Tag Team Championship (2 fois)
Manuel et Victor Santiago (nés le 11 août 1968 à New York, New York, USA) sont des catcheurs américains professionnels jumeaux, plus connus sous leurs surnoms respectifs, Headhunter A et Headhunter B.

## Carrière
Les frères Santiago sont entraîné par Johnny Rodz et débutent en 1987.
Durant les années 1990, The Headhunters partent pour le Japon à la W*ING. En août 1992, ils remportent la ceinture W*ING International New Generation World Tag Team Championship. Le 6 novembre 1992, quand ils perdent leur ceintures face à Crash the Terminator et Mr. Pogo à Sapporo. Ils regagnent le titre le 19 mai 1993, en battant Miguelito Perez et Yukihiro Kanemura à Honjo, en mars 1994 la promotion ferme ses portes.

### Eastern Championship Wrestling
The Headhunters débutent à la Eastern Championship Wrestling en août 1993, en prenant part au tournoi pour le titre ECW Tag Team Championship. The Headhunters sont éliminés par Ivan Koloff et Nikita Koloff, dans une double disqualification. A ECW UltraClash le 18 septembre 1993, The Headhunters battent Crash the Terminator et Miguelito Perez dans un baseball bat match.

### Circuit indépendant
The Headhunters débutent à la Consejo Mundial de Lucha Libre durant les années 1990, et le 30 juin 1995 à Mexico, ils battent El Texano et Silver King pour remporter le titre CMLL World Tag Team Championship. Le 3 novembre 1995, ils perdent le titre face à Atlantis et Rayo de Jalisco, Jr.

### Japon
The Headhunters retourne au Japon au milieu des années 1990. Ils rejoignent l'International Wrestling Association du Japon, le 17 novembre 1994, ils remportent le titre IWA World Tag Team Champions en battant Dick Slater et Nobutaka Araya en Yokohama. Ils perdent le titre face à El Texano et Silver King le 3 mars 1995 à Hiroshima, et le regagne le 30 août 1995 à Kawasaki, Kanagawa. Leur second prend fin le 29 septembre 1995, face à Cactus Jack et Tracy Smothers à Yokohama.
The Headhunters partent à la Frontier Martial-Arts Wrestling, et le 30 mars 1996, ils battent Super Leather et Jason the Terrible à Tokyo pour remporter le FMW Brass Knuckles Tag Team Championship. Ils le perdent plus tard face à Hido et Kanemura le 25 avril 1997 à Osaka. The Headhunters remportent aussi le FMW World Street Fight Six Man Tag Team Championship par deux fois en 1996, en faisant équipe avec  Super Leather et Hisakatsu Oya respectivement.

### World Wrestling Federation
The Headhunters débutent à la World Wrestling Federation le 21 janvier 1996 au Royal Rumble. sous le nom de Squat Team #1 et Squat Team #2, the Headhunters participe au Royal Rumble match, mais ils sont vite éliminés, Yokozuna élimine Headhunter B après 24 secondes et Vader élimine Headhunter A après 71 secondes. En 1997, The Headhunters apparaissent à la WWF television sous le nom de The Arabian Butchers, managés par Jim Cornette.

### Eastern Championship Wrestling
The Headhunters retourne à la Eastern Championship Wrestling, plus tard renommé Extreme Championship Wrestling, le 17 février 1996 à ECW CyberSlam 1996, perdant face à Bruise Brothers. Le 8 mars 1996 a ECW Big Ass Extreme Bash, ils perdent face au Dudleys (Buh Buh Ray Dudley et Dances With Dudley) dans un match pour le titre et perdent face au The Gangstas et à l'équipe 2 Cold Scorpio et The Sandman dans un three way tag team match.

### Mexique
Durant les années 2000, The Headhunters catchent sur le circuit mexicain. En 2006, ils apparaissent brièvement à la Juggalo Championshit Wrestling.
En novembre 2006, The Headhunters catchent à la Asistencia Asesoría y Administración. Headhunter A un catcheur régulier de la spring rejoint l'écurie Legión Extranjera. Il quitte la promotion en septembre 2008 et revient sur le circuit indépendant. Headhunters ont travaillé pour la IWRG et la NWA Mexico. Récemment ils ont débuté à la Los Perros del Mal de Perro Aguayo Jr..

## Palmarès et accomplissements
- Consejo Mundial de Lucha Libre
  - CMLL World Tag Team Championship (1 fois)
  - International Gran Prix (1995) (Headhunter A)

- Frontier Martial-Arts Wrestling
  - FMW Brass Knuckles Tag Team Championship (1 time)
  - FMW/WEW 6-Man Tag Team Championship / FMW World Street Fight Six Man Tag Team Championship (2 fois) - avec Super Leather (1) et Hisakatsu Oya (1)

- International Wrestling Association of Japan 
  - IWA World Tag Team Championship (IWA  version Japonaise) (2 fois)

- Power Slam
  - PS 50 : 1995/47

- W*ING 
  - W*ING World Tag Team Championship (2 fois)